# Tàu điện ngầm Incheon tuyến 2
Tàu điện ngầm Incheon tuyến 2 dài 29.3 km có 27 trạm từ Oryu dong ở Seo-gu đến Incheon Grand Park.
Tuyến 2 được xây dựng từ 26 tháng 5 năm 2009 và kế hoạch mở cửa vào tháng 8 năm 2014 và mở cửa vào năm 2016. Nó sẽ giao với Tuyến 1 tại Ga tòa thị chính Incheon, Korail tuyến 1 tại Ga Juan, và AREX tại Ga Geomam.
Nó sẽ sử dụng một hạm đội tàu gồm 37 tàu đôi của Rotem, thành viên của Hyundai Motor Group. Nó sẽ tương tự như tàu ở Tuyến Canada ở Vancouver, Canada.

## Lịch sử
Tàu điện ngầm Incheon tuyến số 2 lần đầu tiên xuất hiện trong một kế hoạch do Thành phố Incheon xúc tiến vào những năm 1990. Các tuyến 1, 2 và 3 đều nằm trong kế hoạch, nhưng tuyến 2 được cho là sẽ đi qua khu liên hợp công nghiệp thay vì Công viên lớn Incheon thuận tiện cho việc đi lại của công nhân trong Khu liên hợp công nghiệp Namdong và tuyến 3 được cho là đi qua Công viên lớn. Ban đầu, một phần của công trình bắt đầu được xây dựng vào năm 1999 và phần này được lên kế hoạch hoàn thành và khai trương vào năm 2006, nhưng việc triển khai dự án đã bị đình trệ do khó khăn tài chính sau cuộc khủng hoảng tài chính châu Á. Sau nhiều mâu thuẫn về quan điểm, hệ thống đã được thay đổi từ đường sắt hạng nặng hiện tại sang hệ thống đường sắt hạng nhẹ, và tuyến đường cũng được thay đổi như quy trình hiện tại, giảm quy mô dự án và khởi công xây dựng vào ngày 26 tháng 6 năm 2009. .
- Tháng 9/1992: Bộ Xây dựng và Giao thông vận tải (hiện nay là Bộ Đất đai, Cơ sở hạ tầng và Giao thông vận tải) xác nhận quy hoạch tuyến đường cơ bản
- Tháng 5 năm 1998: Đơn xin chấp thuận thay đổi kế hoạch tuyến đường cơ bản của Thành phố Đô thị Incheon
- Tháng 9 năm 2006: Nghiên cứu khả thi sơ bộ do Viện Phát triển Hàn Quốc thực hiện
- Tháng 7 năm 2007: Thành phố đô thị Incheon đệ trình đề xuất thay đổi kế hoạch tuyến cơ bản
- Tháng 12 năm 2007: Lần thứ hai đệ trình các thay đổi đối với kế hoạch tuyến cơ bản của Thành phố đô thị Incheon (tổng chi phí dự án 2,459 tỷ won)
- Tháng 8 năm 2008: Nghiên cứu khả thi sơ bộ thứ hai được tiến hành và công bố bởi Viện Phát triển Hàn Quốc .
- 26 tháng 6 năm 2009: Khởi công xây dựng
- 12 tháng 4 năm 2010: Phê duyệt kế hoạch kinh doanh (giai đoạn dự án ~ 2014 )
- 20 tháng 3 năm 2013: Gia hạn thời gian kinh doanh (~ 2016 )
- 5 tháng 10 năm 2015: Công bố quyết định đặt tên ga
- 25 tháng 7 năm 2016: Đi thử miễn phí đặc biệt tại Ga văn phòng Seo-gu
- 29/7/2016: Khai trương và đi thử miễn phí
- 30 tháng 7 năm 2016 : Tuyến tàu điện ngầm Incheon 2 đoạn dài 29,1 km được khai trương (Bắt đầu kinh doanh)
- 22 tháng 5 năm 2021: Khai trương Ga Seongnam trên tàu điện ngầm Seoul tuyến số 7

## Ga
| Số ga | Tên ga                                                    | Tên ga                      | Tên ga                      | Chuyển tuyến | Khoảng cách | Tổng khoảng cách | Vị trí  | Vị trí             |
| Số ga | Tiếng Anh                                                 | Hangul                      | Hanja                       | Chuyển tuyến | Khoảng cách | Tổng khoảng cách | Vị trí  | Vị trí             |
| ----- | --------------------------------------------------------- | --------------------------- | --------------------------- | ------------ | ----------- | ---------------- | ------- | ------------------ |
| I201  | Geomdan Oryu (Khu liên hợp công nghiệp Geomdan)           | 검단오류 (검단산업단지)     | 黔丹梧柳 (黔丹産業團地)     |              | 0.0         | 0.0              | Incheon | Seo-gu             |
| I202  | Wanggil                                                   | 왕길                        | 旺吉                        |              | 1.3         | 1.3              | Incheon | Seo-gu             |
| I203  | Geomdan Sageori                                           | 검단사거리                  | 黔丹四거리                  |              | 1.4         | 2.7              | Incheon | Seo-gu             |
| I204  | Majeon                                                    | 마전                        | 麻田                        |              | 1.1         | 3.8              | Incheon | Seo-gu             |
| I205  | Wanjeong                                                  | 완정                        | 完井                        |              | 0.8         | 4.6              | Incheon | Seo-gu             |
| I206  | Dokjeong                                                  | 독정                        | 篤亭                        |              | 0.9         | 5.5              | Incheon | Seo-gu             |
| I207  | Geomam                                                    | 검암                        | 黔岩                        | (A07)        | 1.8         | 7.3              | Incheon | Seo-gu             |
| I208  | Geombawi                                                  | 검바위                      | 黔바위                      |              | 0.9         | 8.2              | Incheon | Seo-gu             |
| I209  | Sân vận động Asiad (Gongchon Sageori)                     | 아시아드경기장 (공촌사거리) | 아시아드競技場 (公村四거리) |              | 1.1         | 9.3              | Incheon | Seo-gu             |
| I210  | Văn phòng Seo-gu                                          | 서구청                      | 西區廳                      |              | 0.8         | 10.1             | Incheon | Seo-gu             |
| I211  | Gajeong (Lu1 City)                                        | 가정 (루원시티)             | 佳亭                        |              | 2.2         | 12.3             | Incheon | Seo-gu             |
| I212  | Chợ Gajeong Jungang                                       | 가정중앙시장                | 佳亭中央市場                |              | 0.8         | 13.1             | Incheon | Seo-gu             |
| I213  | Seongnam (Chợ Geobuk)                                     | 석남 (거북시장)             | 石南 (거북市場)             | (761)        | 1.2         | 14.3             | Incheon | Seo-gu             |
| I214  | Trung tâm Cộng đồng Phụ nữ phía Tây                       | 서부여성회관                | 西部女性會館                |              | 0.8         | 15.1             | Incheon | Seo-gu             |
| I215  | Incheon Gajwa                                             | 인천가좌                    | 仁川佳佐                    |              | 1.1         | 16.2             | Incheon | Seo-gu             |
| I216  | Gajaeul                                                   | 가재울                      | —                           |              | 1.1         | 17.3             | Incheon | Seo-gu             |
| I217  | Khu liên hợp công nghiệp quốc gia Juan (Incheon J Valley) | 주안국가산단 (인천J밸리)    | 朱安國家産團 (仁川J밸리)    |              | 1.4         | 18.7             | Incheon | Seo-gu Michuhol-gu |
| I218  | Juan                                                      | 주안                        | 朱安                        | (156)        | 1.0         | 19.7             | Incheon | Michuhol-gu        |
| I219  | Công viên công dân (Khu sáng tạo văn hóa)                 | 시민공원 (문화창작지대)     | 市民公園 (文化創作地帶)     |              | 1.0         | 20.7             | Incheon | Michuhol-gu        |
| I220  | Chợ Seokbawi                                              | 석바위시장                  | 石바위市場                  |              | 1.0         | 21.7             | Incheon | Michuhol-gu        |
| I221  | Tòa thị chính Incheon                                     | 인천시청                    | 仁川市廳                    | (I124)       | 0.7         | 22.4             | Incheon | Namdong-gu         |
| I222  | Seokcheon Sageori                                         | 석천사거리                  | 石泉四거리                  |              | 0.8         | 23.2             | Incheon | Namdong-gu         |
| I223  | Chợ Moraenae                                              | 모래내시장                  | 모래내市場                  |              | 0.8         | 24.0             | Incheon | Namdong-gu         |
| I224  | Mansu                                                     | 만수                        | 萬壽                        |              | 1.1         | 25.1             | Incheon | Namdong-gu         |
| I225  | Văn phòng Namdong-gu                                      | 남동구청                    | 南洞區廳                    |              | 1.2         | 26.3             | Incheon | Namdong-gu         |
| I226  | Công viên lớn Incheon                                     | 인천대공원                  | 仁川大公園                  |              | 1.5         | 27.8             | Incheon | Namdong-gu         |
| I227  | Unyeon (Seochang)                                         | 운연(서창)                  | 雲宴(西昌)                  |              | 1.3         | 29.1             | Incheon | Namdong-gu         |

## Liên kết
- Tàu điện ngầm Incheon tại UrbanRail.net Lưu trữ ngày 28 tháng 1 năm 2007 tại Wayback Machine
- Trang tàu điện ngầm Incheon tuyến 2 Lưu trữ ngày 11 tháng 7 năm 2011 tại Wayback Machine(Tiếng Hàn)